# الفقارة (الدوادمي)
الفقارة، هي قرية من فئة (ب) تقع في محافظة الدوادمي، والتابعة لمنطقة الرياض في السعودية. وتبعد الفقارة عن محافظة الدوادمي بمسافة تقارب (60) كم من جهة الغرب.

## نبذة
تتوسط قرى وهجر كثيره تطل على وادي الرشاء الشهير في المنطقة وبها نمو سكاني وتعتبر من المراكز الهامة في محافظة الدوادمي، نظراً لتزايد نموها بشكل ملاحظ وكبير، وغالبية سكانها من المغايرة من ذوي حماد ورئيس مركزها تركي بن سعد الممخور ويقدر عدد سكانها حوالي ألفي نسمة.